# (15854) Numa
(15854) Numa ist ein Asteroid des Hauptgürtels, der am 15. Februar 1996 vom italienischen Astronomen Vincenzo Silvano Casulli am Osservatorio Colleverde di Guidonia (IAU Code 596) in Guidonia Montecelio entdeckt wurde.
Benannt wurde er nach Numa Pompilius, dem sagenhaften zweiten König von Rom, welcher den römischen Kalender von 10 auf 12 Monate erweiterte und so die Grundlage unseres heutigen Kalenders festlegte.